# 野村大貴
野村 大貴（のむら たいき、2000年10月4日- ）は日本のモデル。
父は俳優の沢村一樹、弟は俳優の野村康太。

## 来歴
東京都生まれ。大学受験に全敗し、受験勉強中にオーディションに応募して2019年に『第34回新MEN'S NON-NOモデル』のグランプリを獲得しMEN'S NON-NOのモデルに専属。2021年､『MEN'S NON-NO』6月号をもって卒業。2021年以来、モデル事務所の『DONNA MODELS』に所属。現在、海外での活躍を目指して活動している。

## 人物
- 中学時代から『MEN'S NON-NO』を愛読していた[4]。

## 出演

### CM
- メンズスキンケアブランド「BULK HOMME」「さぁ、顔をあげてゆけ」篇（30秒、15秒）（2021年10月25日- ）- Nomura Taiki名義で木村拓哉と共演[5][6][7]。
- カゴメ「畑うまれのやさしいミルク」「まろやかソイ篇」/「土とともに生きる篇」（2022年3月29日 - ） - Nomura Taiki名義で芳根京子と共演[8]。